# Sphecodina
Genre
Sphecodina est un genre de lépidoptères de la famille des Sphingidae de la tribu des Macroglossini.

## Biotope
Du fait que sa chenille s’alimente de plusieurs espèces de vigne (Vitacae), ce papillon se retrouve fréquemment en milieu urbain.

## Systématique
Le genre Sphecodina a été décrit par l'entomologiste Émile Blanchard en 1840.
L'espèce type pour le genre est Sphecodina abbottii.

### Synonymie
- Brachynota Boisduval, 1870[2]
- Maredus Kirby, 1880
- Thyreus Swainson, 1821[3]

### Liste des espèces
- Sphecodina abbottii (Swainson, 1821)
- Sphecodina caudata (Bremer & Grey, 1853)